# Слуга (фильм, 1963)
«Слуга» (англ. The Servant) — кинофильм. Экранизация повести Робина Моэма по версии Гарольда Пинтера.

## Сюжет
Тони (Джеймс Фокс), богатый молодой британец, нанимает Хьюго Барретта (Дирк Богард) в качестве слуги. Поначалу Барретт с легкостью принимается за новую работу, и у них с Тони возникают хорошие отношения, соответствующие их социальным ролям. Тем не менее эти отношения начинают меняться с появлением Сьюзан (Венди Крэйг), девушки Тони, которая относится к Барретту с подозрением и неприязнью. Барретт, в свою очередь, приводит в дом горничную — Веру (Сара Майлз), представляя её своей сестрой, однако вскоре выясняется, что она его любовница. В результате интриг и манипуляций Барретт и Вера меняются ролями с Тони и Сьюзан: Тони становится всё более рассеянным и зависимым от Барретта, а Сьюзан изгоняют из дома.

## В ролях
- Дирк Богард — Хьюго Барретт
- Сара Майлз — Вера
- Венди Крейг — Сьюзан
- Джеймс Фокс — Тони

## Награды и номинации

### Награды
- 1964 — Премия BAFTA
  - Лучший британский актёр — Дирк Богард
  - Лучший британский оператор — Дуглас Слокомб
  - Самый многообещающий новичок в главной роли — Джеймс Фокс

### Номинации
- 1964 — Премия BAFTA
  - Лучшая британская актриса — Сара Майлз
  - Лучший британский фильм
  - Лучший британский сценарий — Гарольд Пинтер
  - Лучший фильм
  - Самый многообещающий новичок в главной роли — Венди Крейг
- 1963 — Венецианский кинофестиваль
  - Золотой лев — Джозеф Лоузи